# Joseph de Gras de Préville
Pour les articles homonymes, voir Préville.
Marie-Joseph de Gras de Préville (né le 10 janvier 1755 à Tarascon, Bouches-du-Rhône et mort le 14 septembre 1849  à Montpellier, Hérault) est un homme politique français.

## Biographie

### Origines et famille
Marie-Joseph de Gras de Préville descend de la famille de Gras-Préville, une famille de marchands originaire d'Orange, dans le Comtat Venaissin. La famille se disait originaire de Messine où Geoffroy Grassi (Gras en français), se serait transplanté en Provence, y ayant suivi le roi de Sicile. Il était en effet assez courant à l'époque que des familles bourgeoises provençales cherchent à s'inventer des origines nobles en Italie (comme les Suffren de Saint-Tropez par exemple).
Il est le fils aîné de Balthazar de Gras de Préville (?-1778), seigneur de Clémensane, lieutenant de vaisseau, et de Marie-Thérèse de Pavée de Villevieille (1732-1800). Ses parents se marient le 5 mai 1754. Son frère cadet, le comte de Gras-Préville (1758-1829) servira comme lui dans la Marine royale et terminera avec le grade de contre-amiral.
Il est également le neveu de Charles-René de Gras-Préville.

### Carrière dans la Marine et carrière militaire
Enseigne de vaisseaux, il émigre en 1790 et ne revient que sous le Consulat. Il est nommé capitaine de vaisseau en 1815. Il est député des Bouches-du-Rhône de 1831 à 1837 et de 1839 à 1846, siégeant avec les légitimistes, puis avec le groupe Berryer.

## Sources
- « Joseph de Gras de Préville », dans Adolphe Robert et Gaston Cougny, Dictionnaire des parlementaires français, Edgar Bourloton, 1889-1891 [détail de l’édition]
- Fiche de l'Assemblée Nationale.